# Белый, Пётр Михайлович
Пётр Михайлович Белый (12 июля 1939, Киев, Украинская ССР — 12 января 2020) — советский футболист, полузащитник. Мастер спорта СССР.
Выступал за команды второго и третьего эшелонов советского футбола «Темп» Киев (1962—1964), «Прометей» Днепродзержинск (1965—1967), «Автомобилист» Житомир (1967—1973). Обладатель Кубка УССР 1972.
Тренер (1976) и старший тренер (1977, по июль) «Авангарда» Ровно. В 1978, по май — начальник команды «Локомотив» Винница.
Член исполкома Житомирской областной федерации футбола.